# Jean-Barthélémy Camille Polonceau
Jean-Barthélémy Camille Polonceau (Chambéry 29 d'octubre de 1813 - Viry-Châtillon 21 de setembre de 1859) va ser un enginyer i constructor de ponts francès. Es va diplomar a l'École Centrale des Arts et Manufactures. Va ser ajudant d'Auguste Perdonnet, en la Compagnie du chemin de fer de Paris à Versailles-Rive-Gauche. Va idear el 1837 el sistema d'encavalladura Polonceau.
El seu cognom apareix inscrit a la Torre Eiffel

## Publicacions
- Notice sur nouveau système de charpente en bois et fer (dins Revue Générale de l'architecture et des travaux publics, 1840, pp. 27-32)
- Portefeuille de l'ingénieur des Chemins de fer (amb Auguste Perdonnet, editore L. Mathias, 1843-1846)
- Guide du mécanicien constructeur et conducteur de machines locomotives (con Louis Le Chatelier, Eugène Flachat e Jules Petiet, edizioni Paul Dupont, Parigi, 1851)
- Nouveau portefeuille de l'ingénieur des chemins de fer (amb Auguste Perdonnet ed Eugène Flachat, edizioni Eugène Lacroix, Parigi, 1866)